# Alconera
Alconera – gmina w Hiszpanii, w prowincji Badajoz, w Estramadurze, o powierzchni 32,71 km². W 2011 roku gmina liczyła 744 mieszkańców.